# Вахеди, Сохейл
Сохейл Вахеди (англ. Soheil Vahedi; род. 1989) — иранский профессиональный игрок в снукер (с 2017 года). 

## Биография и карьера
Родился 15 марта 1989 года в Тегеране.
В 2009 году Вахеди стал участником чемпионата мира среди любителей до 21 года по снукеру в своей родной стране на курорте Киш, в котором он достиг финала, проиграв в нём со счётом 8:9 Ноппону Саенгхаму. 
Семь лет спустя Вахеди добрался до финала чемпионата мира по любительскому снукеру, где победил Эндрю Паджетта со счётом 8:1, в результате чего ему была предложена двухлетняя карта в профессиональном мэйн-туре по снукеру в сезонах 2017/18 и 2018/19.
Достиг 1/16 финала на турнире Gibraltar Open в 2018 году.
Участник Азиатских игр по боевым искусствам и состязаниям в помещениях 2017 года в Ашхабаде, где в снукере завоевал золотую медаль в командном зачёте и бронзовую — в личном.